# Dream On (Aerosmith-Lied)
Dream On ist eine Rockballade der Band Aerosmith. Sie erschien zum ersten Mal im Jahr 1973. Es war die erste Single der Band und Teil ihres ersten Albums Aerosmith. Das Lied war seitdem auf fast allen Best-Of-Alben der Band vertreten. In der Liste der 500 Besten Songs aller Zeiten des Rolling Stone Magazine belegt Dream On Platz 173.

## Besetzung
- Steven Tyler – Gesang, Mellotron
- Joe Perry – Gitarre
- Brad Whitford – Gitarre
- Tom Hamilton – Bass
- Joey Kramer – Schlagzeug

## Geschichte
Steven Tylers Vater war ein ausgebildeter Musiker. Steven lag als Kind häufig unter dem Flügel, wenn sein Vater spielte. Er schreibt später, dass ihm hierbei die Harmonien für Dream On gekommen sind. Tyler begann Dream On mit 17 oder 18 zu schreiben und hatte über sechs Jahre immer mal wieder daran gearbeitet. Er stellte es in Zusammenarbeit mit den anderen Bandmitgliedern fertig. Aerosmith spielten das Lied zunächst selten, weil sie sich in der kurzen Zeit, die ihnen auf Bühnen zur Verfügung stand, als Rock-and-Roll-Band etablieren wollten. Joe Perry schätzte das Stück damals nicht. Im November 1971 spielten sie es zum ersten Mal auf einem kleinen Gig im Shaboo Inn, Willimantic, Connecticut.
Für das erste Bandalbum Aerosmith spielten sie das Lied ein. Steven Tyler bemühte sich generell, etwas tiefer zu singen, damit er mehr wie farbige Künstler klang. Laut Tyler war Dream On das einzige Stück auf der Platte, in dem er seine „echte“ Stimme verwendet hatte. In einem Interview erzählte er später:

“The song was so good it brought a tear to my eye.”

„Das Lied war so gut, dass ich eine Träne im Auge hatte.“

Als die Band Gefahr lief, wegen ausbleibenden Erfolges den Plattenvertrag mit Columbia Records zu verlieren, überzeugte ihr Management die Firma, Dream On als erste Single der Gruppe herauszubringen. Die Singleversion unterschied sich von der Albumversion. Sie war gemäßigter, um die Chancen zu erhöhen, im Radio gespielt zu werden. Die Single erreichte 1973 in den US-amerikanischen Charts Platz 59. 1976 überzeugte Aerosmith-Manager David Krebs die Plattenfirma, das Stück erneut herauszubringen. Dieses Mal erreichte das Lied Platz 6 in den USA und damit seine bis dato höchste Platzierung. Es hielt sich insgesamt 29 Wochen in den Billboard Charts. 1987 und 1993 wurde die Platte nochmals neu verlegt, nachdem die Band durch ihre Alben ein neues Publikum erreicht hatte.

## Inhalt
Der Text ist allgemein gehalten. Zur Bedeutung des Stücks erklärte Tyler: „In dem Stück geht es um das Verlangen, jemand zu sein: Träume, bis deine Träume wahr werden.“ Der Song fasse die Schwierigkeiten zusammen, mit denen sich eine junge Band auseinandersetzen müsse. Die Tonart ist F-Moll.
Refrain

Sing with me

Sing for the year

Sing for the laughter and sing for the tear

Sing it with me

If it's just for today

Maybe tomorrow, the good Lord will take you away
Refrain

Singe mit mir

Singe für das Jahr

Singe für das Lachen und singe für die Träne

Singe es mit mir

Wenn es nur für heute ist

Vielleicht wird der liebe Gott dich morgen fortnehmen

## Ehrungen
Der Kurator der Rock and Roll Hall of Fame, James Henke, wählte 2004 gemeinsam mit einem Gremium 500 Lieder aus, die den Rock and Roll mutmaßlich am stärksten beeinflusst haben. Dream On ist eines davon. In der Liste der 500 Besten Songs aller Zeiten des Rolling Stone Magazine belegt Dream On Platz 173.
Zum zehnjährigen Bestehen von MTV wurde eine Version mit Orchester als Video aufgenommen (Regie: Marty Callner).
Dream On wurde in TV-Sendungen, Trailern und Werbungen verwendet, beispielsweise für den US-Konzern Walmart.

## Kommerzieller Erfolg

### Chartplatzierungen
| ChartsChartplatzierungen       | Höchstplatzierung | Wochen |
| ------------------------------ | ----------------- | ------ |
| Vereinigte Staaten (Billboard) | 6 (29 Wo.)        | 29     |

### Auszeichnungen für Musikverkäufe
| Land/Region                  | Auszeichnungen für Musikverkäufe (Land/Region, Auszeichnung, Verkäufe) | Verkäufe  |
| ---------------------------- | ---------------------------------------------------------------------- | --------- |
| Dänemark (IFPI)              | Gold                                                                   | 45.000    |
| Deutschland (BVMI)           | Gold                                                                   | 250.000   |
| Griechenland (IFPI)          | Gold                                                                   | 10.000    |
| Italien (FIMI)               | Platin                                                                 | 50.000    |
| Neuseeland (RMNZ)            | 2× Platin                                                              | 60.000    |
| Spanien (Promusicae)         | Platin                                                                 | 60.000    |
| Vereinigte Staaten (RIAA)    | 4× Platin                                                              | 4.000.000 |
| Vereinigtes Königreich (BPI) | Platin                                                                 | 600.000   |
| Insgesamt                    | 3× Gold · 9× Platin ·                                                  | 5.065.000 |

Hauptartikel: Aerosmith/Auszeichnungen für Musikverkäufe

## Coverversionen
Von diesem Lied gibt es zahlreiche Coverversionen verschiedener Stilrichtungen. Darunter sind beispielsweise die Jazzversion vom Alex Skolnick Trio (Goodbye to Romance: Standards for a New Generation, 2002), eine Instrumentalversion von Michael Angelo Batio (Hands Without Shadows, 2005), eine Version der Metalband HolyHell (Magic Circle Festival 2008 DVD) oder der Punkband Blessthefall (Punk Goes Classic Rock, 2010). Rapper Eminem sampelte 2002 Tylers Gesang und holte sich Aerosmith Gitarrist Perry für seinen Song Sing for the Moment. Weitere international prominente Künstler waren zum Beispiel Tori Amos (The Original Bootlegs, 2005) und Anastacia (It’s a Man’s World, Ausgabe in Deutschland, Österreich, Schweiz, 2012).